# Krijumčarenje
Krijumčarenje je ilegalni prijevoz robe ili ljudi preko granice države. Roba koja se krijumčari je često zabranjena ili je visoko oporezivana unutar zemlje u koju se krijumčari. Roba kao žestoka pića, cigarete kao i droga su najčešće primjer robe koja se krijumčari. Krijumčarenje robe je u većini zemalja povezano s visokim kaznama ili se smatra težim prijestupom.
Germanizam šverc se ponekad pogrešno rabi kao sinonim za krijumčarenje.